# Gomesa nitida
Gomesa nitida är en orkidéart som först beskrevs av João Barbosa Rodrigues, och fick sitt nu gällande namn av Mark W. Chase och Norris Hagan Williams. Gomesa nitida ingår i släktet Gomesa och familjen orkidéer. Inga underarter finns listade i Catalogue of Life.

## Bildgalleri

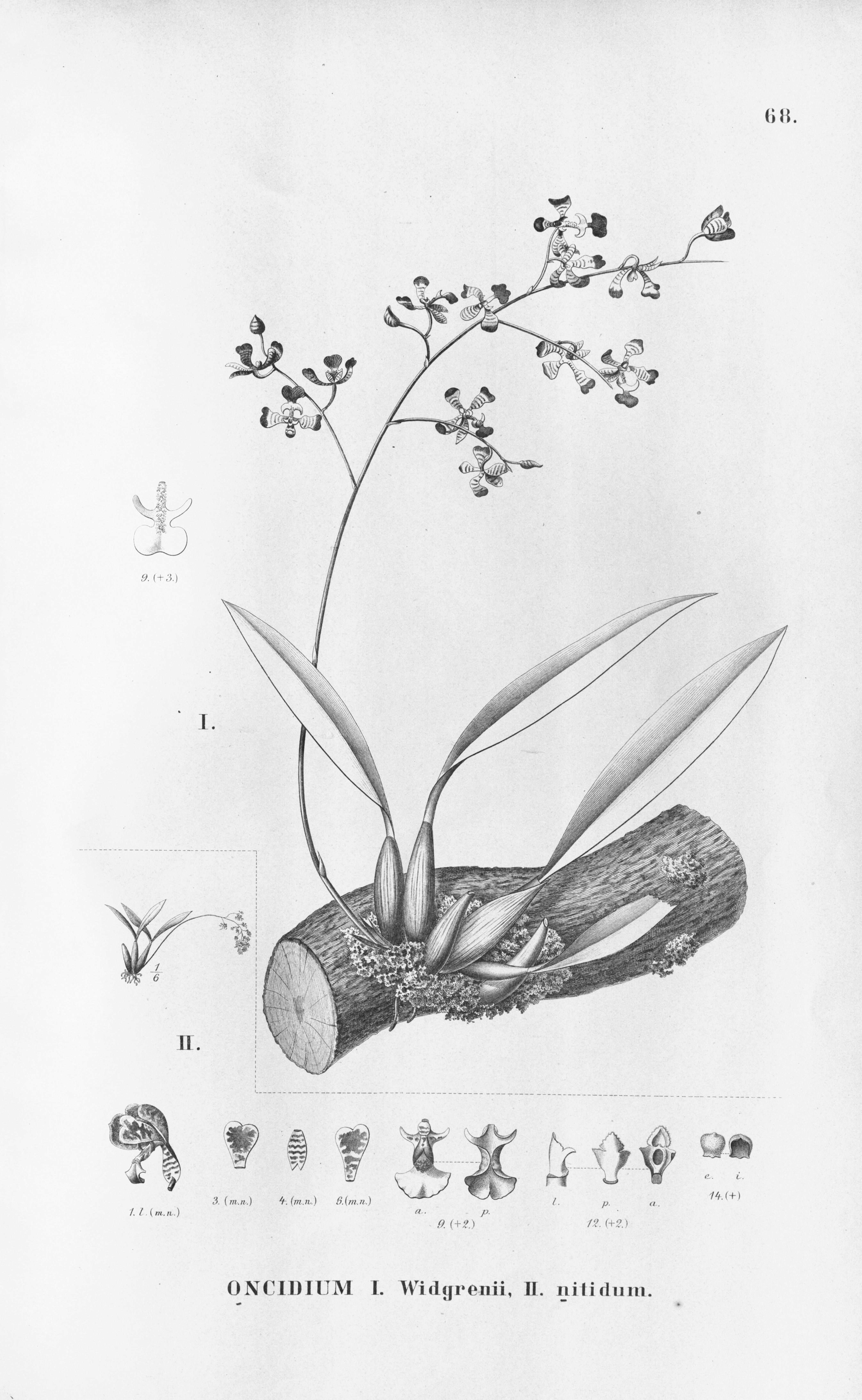